# Alessandro Manetti
Alessandro Manetti és un dissenyador italià, Director de l'Istituto Europeo di Design de Barcelona (IED), des del 2002. Sociòleg, es dedica a temes vinculats a la moda, el disseny, la creativitat, les tendències de la societat contemporània aplicats a les àrees de la formació i del projecte. És conseller directiu del TEDxBarcelona i de la Cambra de Comerç Italiana. És membre tresorer del MODAFAD i del Think Tank Pimec 2020. El 2014, Alessandro ha rebut per la seva activitat empresarial el títol de cavaliere de l'Orde de l'Estrella d'Itàlia.